# Galium peloponnesiacum
Galium peloponnesiacum là một loài thực vật có hoa trong họ Thiến thảo. Loài này được Ehrend. & Krendl mô tả khoa học đầu tiên năm 1974.